# Cavalo (xadrez)
O Cavalo é uma peça menor do xadrez ocidental de um valor aproximado de três peões. Tem um movimento assemelhado a um "L" e, diferente das outras peças, pode pular as peças intervenientes. Captura tomando a casa ocupada pela peça adversária, sendo sempre no final do L.
No início de uma partida, cada jogador tem duas peças que são dispostas nas colunas b e g, na primeira fileira para as brancas e na oitava para as pretas. A peça é mais ativa no centro ampliado onde pode atacar mais casas do que no canto e é a única que não consegue perder um tempo e em função disso não consegue evitar posições de zugzwang. Jogadores inexperientes normalmente temem o cavalo por não compreender o modo excêntrico de seu movimento, sendo pegos de surpresa com a tática do garfo. Ao final da partida, sua vantagem nem sempre é o suficiente para garantir a vitória por não conseguir atravessar o tabuleiro em um só movimento embora seja um bom bloqueador de peões.
A peça é utilizada em praticamente todas as variantes do xadrez, normalmente na mesma posição da versão ocidental, sempre com o mesmo movimento característico e o nome ligado ao animal cavalo. O nightrider é uma peça que tem o seu movimento semelhante ao cavalo tendo sido criada para utilização em problemas de xadrez.

## Origem e etimologia
Uma das lendas que acompanham a criação do jogo conta que o brâmane Sissa criou o "chaturanga", predecessor mais antigo do xadrez, a pedido do Rajá indiano Balhait. Sissa tomou por base as figuras do exército indiano, e incluiu o cavalo como forma representativa da cavalaria e do papel que esta desempenhava nos exércitos durante a guerra. De acordo com relatos gregos, esta era a composição do exército indiano desde o Séc. IV a.C. A palavra chaturanga, que nomeou a primeira versão do jogo, tem o significado ligado às partes do exército no Ramáiana e no Mahabharata no qual o exército é expressamente chamado de hasty-ashwa-ratha-padatam do qual ashwa é a palavra em sânscrito para o animal  cavalo.
No idioma persa a peça era denominada Asp e no árabe Faras, ambas com o mesmo significado que em sânscrito. Na Espanha e em Portugal a peça reteve o significado em sânscrito original, entretanto na França, Itália e o Reino Unido seu significado foi alterado de modo a representar a cavalaria, influenciado por moralidades medievais que utilizavam o jogo como metáfora para retratar a sociedade. Na língua alemã a peça adquiriu uma nomenclatura diferente  onde é denominada Springer que significa saltador. A denominação da peça pela Ásia tem o mesmo significado sânscrito sendo os nomes na China e Coreia ma e no Japão Kei-ma. No Myanmar, Malásia e Java, os nomes são myin, kuda e jaran respectivamente.

## Arqueologia
Os artefatos mais antigos encontrados são do conjunto das peças de Afrassíabe do qual foram encontrados dois cavalos. As peças têm aproximadamente três centímetros de altura e tem o formato de um guerreiro armado montado.
Desenhos mais simples e estilizados foram desenvolvidos pelos muçulmanos seguindo a proibição do islamismo de representar figuras vivas.  No conjunto das peças de Ager, o cavalo é um bloco cilíndrico com inscrições nas laterais. No continente europeu, o conjunto de peças de Carlos Magno encontrado na Basílica de Saint-Denis no século XIII, contém três cavalos em marfim representados por guerreiros com espada e escudo montados. O formato atual amplamente conhecido da peça foi criado por volta do século XV na Europa e foi motivado pelo início do Renascimento no qual os artesãos representaram na peça a revalorização da cultura clássica, adotando um desenho baseado em esculturas da Grécia Antiga.
No conjunto de Peças de Lewis, datados do século XII e encontrados na Ilha de Lewis nas Hébridas Exteriores da Escócia, foram encontrados quinze cavalos, representados com uma lança na mão direita e um escudo na outra.

## Movimento e valor relativo
|   | a | b | c | d | e | f | g | h |   |
| 8 | f8 preto bispo · g8 preto cavalo · h8 preto torre · e7 black circle · f7 preto peão · g7 preto peão · h7 preto peão · f6 black circle · h6 black circle · b5 black circle · d5 black circle · a4 black circle · e4 black circle · c3 branco cavalo · a2 black circle · e2 black circle · b1 black circle · d1 black circle | f8 preto bispo · g8 preto cavalo · h8 preto torre · e7 black circle · f7 preto peão · g7 preto peão · h7 preto peão · f6 black circle · h6 black circle · b5 black circle · d5 black circle · a4 black circle · e4 black circle · c3 branco cavalo · a2 black circle · e2 black circle · b1 black circle · d1 black circle | f8 preto bispo · g8 preto cavalo · h8 preto torre · e7 black circle · f7 preto peão · g7 preto peão · h7 preto peão · f6 black circle · h6 black circle · b5 black circle · d5 black circle · a4 black circle · e4 black circle · c3 branco cavalo · a2 black circle · e2 black circle · b1 black circle · d1 black circle | f8 preto bispo · g8 preto cavalo · h8 preto torre · e7 black circle · f7 preto peão · g7 preto peão · h7 preto peão · f6 black circle · h6 black circle · b5 black circle · d5 black circle · a4 black circle · e4 black circle · c3 branco cavalo · a2 black circle · e2 black circle · b1 black circle · d1 black circle | f8 preto bispo · g8 preto cavalo · h8 preto torre · e7 black circle · f7 preto peão · g7 preto peão · h7 preto peão · f6 black circle · h6 black circle · b5 black circle · d5 black circle · a4 black circle · e4 black circle · c3 branco cavalo · a2 black circle · e2 black circle · b1 black circle · d1 black circle | f8 preto bispo · g8 preto cavalo · h8 preto torre · e7 black circle · f7 preto peão · g7 preto peão · h7 preto peão · f6 black circle · h6 black circle · b5 black circle · d5 black circle · a4 black circle · e4 black circle · c3 branco cavalo · a2 black circle · e2 black circle · b1 black circle · d1 black circle | f8 preto bispo · g8 preto cavalo · h8 preto torre · e7 black circle · f7 preto peão · g7 preto peão · h7 preto peão · f6 black circle · h6 black circle · b5 black circle · d5 black circle · a4 black circle · e4 black circle · c3 branco cavalo · a2 black circle · e2 black circle · b1 black circle · d1 black circle | f8 preto bispo · g8 preto cavalo · h8 preto torre · e7 black circle · f7 preto peão · g7 preto peão · h7 preto peão · f6 black circle · h6 black circle · b5 black circle · d5 black circle · a4 black circle · e4 black circle · c3 branco cavalo · a2 black circle · e2 black circle · b1 black circle · d1 black circle | 8 |
| 7 | f8 preto bispo · g8 preto cavalo · h8 preto torre · e7 black circle · f7 preto peão · g7 preto peão · h7 preto peão · f6 black circle · h6 black circle · b5 black circle · d5 black circle · a4 black circle · e4 black circle · c3 branco cavalo · a2 black circle · e2 black circle · b1 black circle · d1 black circle | f8 preto bispo · g8 preto cavalo · h8 preto torre · e7 black circle · f7 preto peão · g7 preto peão · h7 preto peão · f6 black circle · h6 black circle · b5 black circle · d5 black circle · a4 black circle · e4 black circle · c3 branco cavalo · a2 black circle · e2 black circle · b1 black circle · d1 black circle | f8 preto bispo · g8 preto cavalo · h8 preto torre · e7 black circle · f7 preto peão · g7 preto peão · h7 preto peão · f6 black circle · h6 black circle · b5 black circle · d5 black circle · a4 black circle · e4 black circle · c3 branco cavalo · a2 black circle · e2 black circle · b1 black circle · d1 black circle | f8 preto bispo · g8 preto cavalo · h8 preto torre · e7 black circle · f7 preto peão · g7 preto peão · h7 preto peão · f6 black circle · h6 black circle · b5 black circle · d5 black circle · a4 black circle · e4 black circle · c3 branco cavalo · a2 black circle · e2 black circle · b1 black circle · d1 black circle | f8 preto bispo · g8 preto cavalo · h8 preto torre · e7 black circle · f7 preto peão · g7 preto peão · h7 preto peão · f6 black circle · h6 black circle · b5 black circle · d5 black circle · a4 black circle · e4 black circle · c3 branco cavalo · a2 black circle · e2 black circle · b1 black circle · d1 black circle | f8 preto bispo · g8 preto cavalo · h8 preto torre · e7 black circle · f7 preto peão · g7 preto peão · h7 preto peão · f6 black circle · h6 black circle · b5 black circle · d5 black circle · a4 black circle · e4 black circle · c3 branco cavalo · a2 black circle · e2 black circle · b1 black circle · d1 black circle | f8 preto bispo · g8 preto cavalo · h8 preto torre · e7 black circle · f7 preto peão · g7 preto peão · h7 preto peão · f6 black circle · h6 black circle · b5 black circle · d5 black circle · a4 black circle · e4 black circle · c3 branco cavalo · a2 black circle · e2 black circle · b1 black circle · d1 black circle | f8 preto bispo · g8 preto cavalo · h8 preto torre · e7 black circle · f7 preto peão · g7 preto peão · h7 preto peão · f6 black circle · h6 black circle · b5 black circle · d5 black circle · a4 black circle · e4 black circle · c3 branco cavalo · a2 black circle · e2 black circle · b1 black circle · d1 black circle | 7 |
| 6 | f8 preto bispo · g8 preto cavalo · h8 preto torre · e7 black circle · f7 preto peão · g7 preto peão · h7 preto peão · f6 black circle · h6 black circle · b5 black circle · d5 black circle · a4 black circle · e4 black circle · c3 branco cavalo · a2 black circle · e2 black circle · b1 black circle · d1 black circle | f8 preto bispo · g8 preto cavalo · h8 preto torre · e7 black circle · f7 preto peão · g7 preto peão · h7 preto peão · f6 black circle · h6 black circle · b5 black circle · d5 black circle · a4 black circle · e4 black circle · c3 branco cavalo · a2 black circle · e2 black circle · b1 black circle · d1 black circle | f8 preto bispo · g8 preto cavalo · h8 preto torre · e7 black circle · f7 preto peão · g7 preto peão · h7 preto peão · f6 black circle · h6 black circle · b5 black circle · d5 black circle · a4 black circle · e4 black circle · c3 branco cavalo · a2 black circle · e2 black circle · b1 black circle · d1 black circle | f8 preto bispo · g8 preto cavalo · h8 preto torre · e7 black circle · f7 preto peão · g7 preto peão · h7 preto peão · f6 black circle · h6 black circle · b5 black circle · d5 black circle · a4 black circle · e4 black circle · c3 branco cavalo · a2 black circle · e2 black circle · b1 black circle · d1 black circle | f8 preto bispo · g8 preto cavalo · h8 preto torre · e7 black circle · f7 preto peão · g7 preto peão · h7 preto peão · f6 black circle · h6 black circle · b5 black circle · d5 black circle · a4 black circle · e4 black circle · c3 branco cavalo · a2 black circle · e2 black circle · b1 black circle · d1 black circle | f8 preto bispo · g8 preto cavalo · h8 preto torre · e7 black circle · f7 preto peão · g7 preto peão · h7 preto peão · f6 black circle · h6 black circle · b5 black circle · d5 black circle · a4 black circle · e4 black circle · c3 branco cavalo · a2 black circle · e2 black circle · b1 black circle · d1 black circle | f8 preto bispo · g8 preto cavalo · h8 preto torre · e7 black circle · f7 preto peão · g7 preto peão · h7 preto peão · f6 black circle · h6 black circle · b5 black circle · d5 black circle · a4 black circle · e4 black circle · c3 branco cavalo · a2 black circle · e2 black circle · b1 black circle · d1 black circle | f8 preto bispo · g8 preto cavalo · h8 preto torre · e7 black circle · f7 preto peão · g7 preto peão · h7 preto peão · f6 black circle · h6 black circle · b5 black circle · d5 black circle · a4 black circle · e4 black circle · c3 branco cavalo · a2 black circle · e2 black circle · b1 black circle · d1 black circle | 6 |
| 5 | f8 preto bispo · g8 preto cavalo · h8 preto torre · e7 black circle · f7 preto peão · g7 preto peão · h7 preto peão · f6 black circle · h6 black circle · b5 black circle · d5 black circle · a4 black circle · e4 black circle · c3 branco cavalo · a2 black circle · e2 black circle · b1 black circle · d1 black circle | f8 preto bispo · g8 preto cavalo · h8 preto torre · e7 black circle · f7 preto peão · g7 preto peão · h7 preto peão · f6 black circle · h6 black circle · b5 black circle · d5 black circle · a4 black circle · e4 black circle · c3 branco cavalo · a2 black circle · e2 black circle · b1 black circle · d1 black circle | f8 preto bispo · g8 preto cavalo · h8 preto torre · e7 black circle · f7 preto peão · g7 preto peão · h7 preto peão · f6 black circle · h6 black circle · b5 black circle · d5 black circle · a4 black circle · e4 black circle · c3 branco cavalo · a2 black circle · e2 black circle · b1 black circle · d1 black circle | f8 preto bispo · g8 preto cavalo · h8 preto torre · e7 black circle · f7 preto peão · g7 preto peão · h7 preto peão · f6 black circle · h6 black circle · b5 black circle · d5 black circle · a4 black circle · e4 black circle · c3 branco cavalo · a2 black circle · e2 black circle · b1 black circle · d1 black circle | f8 preto bispo · g8 preto cavalo · h8 preto torre · e7 black circle · f7 preto peão · g7 preto peão · h7 preto peão · f6 black circle · h6 black circle · b5 black circle · d5 black circle · a4 black circle · e4 black circle · c3 branco cavalo · a2 black circle · e2 black circle · b1 black circle · d1 black circle | f8 preto bispo · g8 preto cavalo · h8 preto torre · e7 black circle · f7 preto peão · g7 preto peão · h7 preto peão · f6 black circle · h6 black circle · b5 black circle · d5 black circle · a4 black circle · e4 black circle · c3 branco cavalo · a2 black circle · e2 black circle · b1 black circle · d1 black circle | f8 preto bispo · g8 preto cavalo · h8 preto torre · e7 black circle · f7 preto peão · g7 preto peão · h7 preto peão · f6 black circle · h6 black circle · b5 black circle · d5 black circle · a4 black circle · e4 black circle · c3 branco cavalo · a2 black circle · e2 black circle · b1 black circle · d1 black circle | f8 preto bispo · g8 preto cavalo · h8 preto torre · e7 black circle · f7 preto peão · g7 preto peão · h7 preto peão · f6 black circle · h6 black circle · b5 black circle · d5 black circle · a4 black circle · e4 black circle · c3 branco cavalo · a2 black circle · e2 black circle · b1 black circle · d1 black circle | 5 |
| 4 | f8 preto bispo · g8 preto cavalo · h8 preto torre · e7 black circle · f7 preto peão · g7 preto peão · h7 preto peão · f6 black circle · h6 black circle · b5 black circle · d5 black circle · a4 black circle · e4 black circle · c3 branco cavalo · a2 black circle · e2 black circle · b1 black circle · d1 black circle | f8 preto bispo · g8 preto cavalo · h8 preto torre · e7 black circle · f7 preto peão · g7 preto peão · h7 preto peão · f6 black circle · h6 black circle · b5 black circle · d5 black circle · a4 black circle · e4 black circle · c3 branco cavalo · a2 black circle · e2 black circle · b1 black circle · d1 black circle | f8 preto bispo · g8 preto cavalo · h8 preto torre · e7 black circle · f7 preto peão · g7 preto peão · h7 preto peão · f6 black circle · h6 black circle · b5 black circle · d5 black circle · a4 black circle · e4 black circle · c3 branco cavalo · a2 black circle · e2 black circle · b1 black circle · d1 black circle | f8 preto bispo · g8 preto cavalo · h8 preto torre · e7 black circle · f7 preto peão · g7 preto peão · h7 preto peão · f6 black circle · h6 black circle · b5 black circle · d5 black circle · a4 black circle · e4 black circle · c3 branco cavalo · a2 black circle · e2 black circle · b1 black circle · d1 black circle | f8 preto bispo · g8 preto cavalo · h8 preto torre · e7 black circle · f7 preto peão · g7 preto peão · h7 preto peão · f6 black circle · h6 black circle · b5 black circle · d5 black circle · a4 black circle · e4 black circle · c3 branco cavalo · a2 black circle · e2 black circle · b1 black circle · d1 black circle | f8 preto bispo · g8 preto cavalo · h8 preto torre · e7 black circle · f7 preto peão · g7 preto peão · h7 preto peão · f6 black circle · h6 black circle · b5 black circle · d5 black circle · a4 black circle · e4 black circle · c3 branco cavalo · a2 black circle · e2 black circle · b1 black circle · d1 black circle | f8 preto bispo · g8 preto cavalo · h8 preto torre · e7 black circle · f7 preto peão · g7 preto peão · h7 preto peão · f6 black circle · h6 black circle · b5 black circle · d5 black circle · a4 black circle · e4 black circle · c3 branco cavalo · a2 black circle · e2 black circle · b1 black circle · d1 black circle | f8 preto bispo · g8 preto cavalo · h8 preto torre · e7 black circle · f7 preto peão · g7 preto peão · h7 preto peão · f6 black circle · h6 black circle · b5 black circle · d5 black circle · a4 black circle · e4 black circle · c3 branco cavalo · a2 black circle · e2 black circle · b1 black circle · d1 black circle | 4 |
| 3 | f8 preto bispo · g8 preto cavalo · h8 preto torre · e7 black circle · f7 preto peão · g7 preto peão · h7 preto peão · f6 black circle · h6 black circle · b5 black circle · d5 black circle · a4 black circle · e4 black circle · c3 branco cavalo · a2 black circle · e2 black circle · b1 black circle · d1 black circle | f8 preto bispo · g8 preto cavalo · h8 preto torre · e7 black circle · f7 preto peão · g7 preto peão · h7 preto peão · f6 black circle · h6 black circle · b5 black circle · d5 black circle · a4 black circle · e4 black circle · c3 branco cavalo · a2 black circle · e2 black circle · b1 black circle · d1 black circle | f8 preto bispo · g8 preto cavalo · h8 preto torre · e7 black circle · f7 preto peão · g7 preto peão · h7 preto peão · f6 black circle · h6 black circle · b5 black circle · d5 black circle · a4 black circle · e4 black circle · c3 branco cavalo · a2 black circle · e2 black circle · b1 black circle · d1 black circle | f8 preto bispo · g8 preto cavalo · h8 preto torre · e7 black circle · f7 preto peão · g7 preto peão · h7 preto peão · f6 black circle · h6 black circle · b5 black circle · d5 black circle · a4 black circle · e4 black circle · c3 branco cavalo · a2 black circle · e2 black circle · b1 black circle · d1 black circle | f8 preto bispo · g8 preto cavalo · h8 preto torre · e7 black circle · f7 preto peão · g7 preto peão · h7 preto peão · f6 black circle · h6 black circle · b5 black circle · d5 black circle · a4 black circle · e4 black circle · c3 branco cavalo · a2 black circle · e2 black circle · b1 black circle · d1 black circle | f8 preto bispo · g8 preto cavalo · h8 preto torre · e7 black circle · f7 preto peão · g7 preto peão · h7 preto peão · f6 black circle · h6 black circle · b5 black circle · d5 black circle · a4 black circle · e4 black circle · c3 branco cavalo · a2 black circle · e2 black circle · b1 black circle · d1 black circle | f8 preto bispo · g8 preto cavalo · h8 preto torre · e7 black circle · f7 preto peão · g7 preto peão · h7 preto peão · f6 black circle · h6 black circle · b5 black circle · d5 black circle · a4 black circle · e4 black circle · c3 branco cavalo · a2 black circle · e2 black circle · b1 black circle · d1 black circle | f8 preto bispo · g8 preto cavalo · h8 preto torre · e7 black circle · f7 preto peão · g7 preto peão · h7 preto peão · f6 black circle · h6 black circle · b5 black circle · d5 black circle · a4 black circle · e4 black circle · c3 branco cavalo · a2 black circle · e2 black circle · b1 black circle · d1 black circle | 3 |
| 2 | f8 preto bispo · g8 preto cavalo · h8 preto torre · e7 black circle · f7 preto peão · g7 preto peão · h7 preto peão · f6 black circle · h6 black circle · b5 black circle · d5 black circle · a4 black circle · e4 black circle · c3 branco cavalo · a2 black circle · e2 black circle · b1 black circle · d1 black circle | f8 preto bispo · g8 preto cavalo · h8 preto torre · e7 black circle · f7 preto peão · g7 preto peão · h7 preto peão · f6 black circle · h6 black circle · b5 black circle · d5 black circle · a4 black circle · e4 black circle · c3 branco cavalo · a2 black circle · e2 black circle · b1 black circle · d1 black circle | f8 preto bispo · g8 preto cavalo · h8 preto torre · e7 black circle · f7 preto peão · g7 preto peão · h7 preto peão · f6 black circle · h6 black circle · b5 black circle · d5 black circle · a4 black circle · e4 black circle · c3 branco cavalo · a2 black circle · e2 black circle · b1 black circle · d1 black circle | f8 preto bispo · g8 preto cavalo · h8 preto torre · e7 black circle · f7 preto peão · g7 preto peão · h7 preto peão · f6 black circle · h6 black circle · b5 black circle · d5 black circle · a4 black circle · e4 black circle · c3 branco cavalo · a2 black circle · e2 black circle · b1 black circle · d1 black circle | f8 preto bispo · g8 preto cavalo · h8 preto torre · e7 black circle · f7 preto peão · g7 preto peão · h7 preto peão · f6 black circle · h6 black circle · b5 black circle · d5 black circle · a4 black circle · e4 black circle · c3 branco cavalo · a2 black circle · e2 black circle · b1 black circle · d1 black circle | f8 preto bispo · g8 preto cavalo · h8 preto torre · e7 black circle · f7 preto peão · g7 preto peão · h7 preto peão · f6 black circle · h6 black circle · b5 black circle · d5 black circle · a4 black circle · e4 black circle · c3 branco cavalo · a2 black circle · e2 black circle · b1 black circle · d1 black circle | f8 preto bispo · g8 preto cavalo · h8 preto torre · e7 black circle · f7 preto peão · g7 preto peão · h7 preto peão · f6 black circle · h6 black circle · b5 black circle · d5 black circle · a4 black circle · e4 black circle · c3 branco cavalo · a2 black circle · e2 black circle · b1 black circle · d1 black circle | f8 preto bispo · g8 preto cavalo · h8 preto torre · e7 black circle · f7 preto peão · g7 preto peão · h7 preto peão · f6 black circle · h6 black circle · b5 black circle · d5 black circle · a4 black circle · e4 black circle · c3 branco cavalo · a2 black circle · e2 black circle · b1 black circle · d1 black circle | 2 |
| 1 | f8 preto bispo · g8 preto cavalo · h8 preto torre · e7 black circle · f7 preto peão · g7 preto peão · h7 preto peão · f6 black circle · h6 black circle · b5 black circle · d5 black circle · a4 black circle · e4 black circle · c3 branco cavalo · a2 black circle · e2 black circle · b1 black circle · d1 black circle | f8 preto bispo · g8 preto cavalo · h8 preto torre · e7 black circle · f7 preto peão · g7 preto peão · h7 preto peão · f6 black circle · h6 black circle · b5 black circle · d5 black circle · a4 black circle · e4 black circle · c3 branco cavalo · a2 black circle · e2 black circle · b1 black circle · d1 black circle | f8 preto bispo · g8 preto cavalo · h8 preto torre · e7 black circle · f7 preto peão · g7 preto peão · h7 preto peão · f6 black circle · h6 black circle · b5 black circle · d5 black circle · a4 black circle · e4 black circle · c3 branco cavalo · a2 black circle · e2 black circle · b1 black circle · d1 black circle | f8 preto bispo · g8 preto cavalo · h8 preto torre · e7 black circle · f7 preto peão · g7 preto peão · h7 preto peão · f6 black circle · h6 black circle · b5 black circle · d5 black circle · a4 black circle · e4 black circle · c3 branco cavalo · a2 black circle · e2 black circle · b1 black circle · d1 black circle | f8 preto bispo · g8 preto cavalo · h8 preto torre · e7 black circle · f7 preto peão · g7 preto peão · h7 preto peão · f6 black circle · h6 black circle · b5 black circle · d5 black circle · a4 black circle · e4 black circle · c3 branco cavalo · a2 black circle · e2 black circle · b1 black circle · d1 black circle | f8 preto bispo · g8 preto cavalo · h8 preto torre · e7 black circle · f7 preto peão · g7 preto peão · h7 preto peão · f6 black circle · h6 black circle · b5 black circle · d5 black circle · a4 black circle · e4 black circle · c3 branco cavalo · a2 black circle · e2 black circle · b1 black circle · d1 black circle | f8 preto bispo · g8 preto cavalo · h8 preto torre · e7 black circle · f7 preto peão · g7 preto peão · h7 preto peão · f6 black circle · h6 black circle · b5 black circle · d5 black circle · a4 black circle · e4 black circle · c3 branco cavalo · a2 black circle · e2 black circle · b1 black circle · d1 black circle | f8 preto bispo · g8 preto cavalo · h8 preto torre · e7 black circle · f7 preto peão · g7 preto peão · h7 preto peão · f6 black circle · h6 black circle · b5 black circle · d5 black circle · a4 black circle · e4 black circle · c3 branco cavalo · a2 black circle · e2 black circle · b1 black circle · d1 black circle | 1 |
|   | a | b | c | d | e | f | g | h |   |

Na posição inicial das peças sobre o tabuleiro, cada jogador tem a sua disposição dois cavalos, posicionadas em b1 e g1, para as brancas, e sobre b8 e g8, para as pretas, conforme estabelece a FIDE, o cavalo deve ser representado pela letra C nos países lusófonos nas notações algébricas de xadrez, que devem ser utilizadas em torneios oficiais. Em periódicos e na literatura, recomenda-se a utilização de figuras ou diagramas ( e )
O movimento do cavalo permaneceu praticamente inalterado ao longo da história do xadrez, podendo-se mover para a casa mais próxima de onde está desde que não seja na mesma coluna, diagonal ou  fileiras do Tabuleiro, com o formato característico da letra L, podendo pular peças intervenientes. A peça é mais ativa no centro ampliado onde pode atacar oito casas e menos efetivo nos cantos onde pode atacar de duas a seis casas. O cavalo é a única peça que não consegue perder um tempo, ou seja, consegue se mover de b5 para b6 em um número ímpar de movimentos, porém nunca em um número par de movimentos em função disso, a peça não consegue evitar posições de zugzwang.
Usualmente, o valor relativo do cavalo é estimado em aproximadamente três pontos em relação ao valor de referência de um peão. Entretanto, nos finais o valor pode ser inferior a 2½ pontos, em parte porque o lado com o cavalo não pode vencer se o último peão aliado tiver sido capturado.
Um cavalo têm aproximadamente o mesmo valor relativo do bispo, entretanto dois cavalos são normalmente meio pontos menos valiosos que o par de bispos. Jogadores inexperientes normalmente temem o cavalo por não compreender o modo excêntrico de seu movimento, sendo pegos de surpresa com a tática do garfo. Por outro lado, jogadores experientes como Tigran Petrosian preferem a peça pela superioridade sobre o bispo em determinadas posições. Além disso, os cavalos não sofrem da fraqueza da cor o que permite alcançar todas as casas do tabuleiro, apesar do bispo ser capaz de empregar táticas como o espeto e a pregadura sendo o cavalo incapaz de realizar ambas. Em outras variantes do xadrez este valor relativo pode ser diferente. No xadrez chinês um cavalo é mais valioso que dois bispos enquanto no japonês dois cavalos são menos valiosos que um bispo.
A troca de um cavalo por uma torre é denominada um ganho da qualidade. Embora a diferença relativa seja de dois peões, alguns jogadores como Tigran Petrosian acreditam que a diferença seja menor entre 1 e 1½. A troca de um cavalo por um bispo, é denomina qualidade menor, termo cunhado por Siegbert Tarrasch. Em certas posições, um bispo pode também perder um tempo através de um movimento de espera evitando assim posições de Zugzwang sendo o cavalo incapaz de realizar esta tática.

## Estratégia
Por ser uma peça de curto alcance, o cavalo deve ser empregado no centro do tabuleiro no qual pode se movimentar por mais casas. Na primeira e segunda fileiras, é considerado uma peça defensiva que deve ser movida para a terceira ou a quarta fileiras, onde pode tanto atacar quanto defender com facilidade. Na quinta e sexta fileiras, sua posição é agressiva e deve ser baseada em pontos de apoio onde não pode ser atacado por peões adversários, ou se o for enfraqueça as defesas adversárias.
Em posições fechadas o cavalo é um excelente bloqueador de peões adversários, pois ao contrário das outras peças, seu movimento não é limitado pelo peão adversário nem pela ausência de colunas ou diagonais abertas necessárias para a movimentação do Bispo e Torre.
Em finais com somente um peão, a vantagem de um cavalo nem sempre é suficiente para garantir a vitória principalmente se o peão estiver na coluna a ou h. Neste caso a incapacidade de perder um tempo não permite que o próprio Rei afaste o adversário por oposição, garantindo assim a vitória. Em outras situações com um peão para cada lado, o cavalo somente será útil se for capaz de defender seu próprio peão numa fileira inferior e o seu rei puder capturar o peão adversário, ou se o Rei puder defender seu peão e o cavalo capturar peão adversário sem afogar o rei adversário.

## A figura do cavalo em outras variantes
Na variante chamada de cavalomate o cavalo tem a função de peça real devendo ser capturado para vencer o jogo. Utiliza-se somente um cavalo por jogador, que ocupa a casa que normalmente seria do rei, e utiliza-se dois reis que podem ser capturados normalmente nas casas que seriam ocupadas pelo cavalo. Na China e Coreia o cavalo não pode saltar outras peças devendo a casa interveniente precisa estar desocupada, ou seja, um ma em e5 só pode se mover para c4 ou c6 se a casa d5 estiver desocupada. No Japão o movimento é restrito às duas casas mais avançadas, ou seja, um kei em g1 pode-se mover somente para f3 e h3. A peça também pode ser promovida no shogi (xadrez japonês) no qual perde a capacidade de saltar passando a se movimentar como o General de Ouro (kinshō).
O nightrider é uma peça que tem o seu movimento semelhante ao cavalo, tendo sido inventada por W. S. Andrews em 1907 para utilização em problemas de xadrez. Um nightrider em a1 pode-se mover para c2, e3 e g4 ou em outra linha para b3, c5 e d7 podendo pular as peças intervenientes exceto as localizadas no ponto onde passa.

## O passeio do cavalo

Solução "fechada" para o problema, apresentada pelo autômato O Turco.

O passeio ou problema do cavalo, é um famoso problema de xadrez envolvendo o percurso da peça por todo o tabuleiro de xadrez, seguindo as regras do jogo de se movimentar em forma de L, e passando por todas as casas exatamente uma vez em movimentos consecutivos.
O exercício tem pouco a ver com o xadrez e pode anteceder o jogo e o movimento do cavalo ter sido retirado do problema. É mencionado no trabalho Kavyalankara de Rudrata por volta do século IX, no qual a solução é restrita a metade do tabuleiro, e no quinto livro de Bhagavantabháskara escrito por volta do Séc. XVI que contém uma seção sobre o xadrez. O problema despertou o interesse de vários matemáticos incluindo o suíço Leonhard Euler que descreveu um método matemático para solução do problema.
Existem algumas soluções com um refinamento matemático no qual ao somar os algarismos das ordens dos movimentos nas colunas e fileiras o resultado é 260, sendo este tipo de solução proposto inicialmente por Carl Jaenisch em 1862. Outro refinamento apresentado no trabalho de Rudrata consiste em um poema no qual quando a leitura é realizada diretamente, ou seja, como se não houvesse tabuleiro, é o mesmo poema que quando lido conforme as regras de movimentação da peça.